# Jackson de Figueiredo

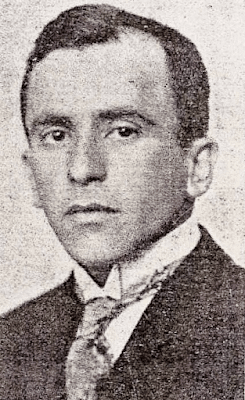
Jackson de Figueiredo

Jackson de Figueiredo Martins (* 9. Oktober 1891 in Aracaju, Brasilien; † 4. November 1928 in Rio de Janeiro, Brasilien) war ein brasilianischer Rechtsanwalt, Intellektueller und Publizist.

## Leben
De Figueiredo war ein sehr bekannter Intellektueller und Publizist Brasiliens. Motiviert durch den Pastoralbrief des Jahres 1916 des Bischofs von Olinda, Sebastião Leme da Silveira Cintra, konvertierte er zum katholischen Glauben im Jahr 1918, womit er großes Aufsehen erregte und zum Referenzpunkt des brasilianischen Laienkatholizismus wurde. Seine Konversion gab ebenso den entscheidenden Impuls zur Bildung eines konservativen politischen Katholizismus in Brasilien. Mit dieser Absicht und angeregt von Bischof Leme da Silveira gründete er 1922 den Centro Dom Vital, benannt nach dem verstorbenen Bischof von Olinda Vital Maria Conçalves de Oliveira und 1921 die Zeitschrift A Ordem (Die Ordnung). Mit diesen beiden bekämpfte er den Kommunismus und den Liberalismus seiner Zeit.
Er starb 1928 in Rio de Janeiro, doch sein Einfluss setzte sich fort und mündete schließlich in der Gründung im Jahr 1932 der Liga Electoral Católica - LEC als katholische Repräsentation für die Verfassungsgebende Versammlung, die Präsident Getúlio Dornelles Vargas einberief.

## Werke
- 1913: Xavier Marques
- 1915: Garcia Rosa
- 1916: Algumas Reflexões sobre a Filosofia de Farias Brito (Einige Überlegungen über die Philosophie von Farias Brito)
- 1919: A Questão Social na Filosofia de Farias Brito (Die Soziale Frage in der Philosophie von Farias Brito)
- 1921: Do Nacionalismo na Hora Presente (Über den gegenwärtigen Nationalismus)
- 1921: Afirmações (Behauptungen)
- 1921: A Reação do Bom Senso (Die Reaktion des gesunden Menschenverstandes)
- 1922: Auta de Sousa
- 1924: Pascal e a Inquietação Moderna (Pascal und die gegenwärtige Unruhe)
- 1924: Literatura Reacionária (Reaktionäre Literatur)
- 1924: A Coluna de Fogo (Die Feuersäule)
- 1925: Durval de Morais e os Poetas de Nossa Senhora (Durval de Morais und die Dichter Unserer Lieben Frau)